# コミックビーム
『月刊コミックビーム』は、KADOKAWA（エンターブレインブランド）発行の月刊漫画雑誌。1995年11月11日創刊。毎月12日発売。キャッチコピーは「愛と勇気と執念のコミック雑誌」。

## 概要
前身は『アスキーコミック』と『ファミコミ』。誌名の由来は『ファミ通』のかつて連載されていたアーケードゲーム紹介コーナー「ビーム通信」から。雑誌自体はアーケードゲームと関連はなく、多くのタイトル案の中から語呂の良さと勢いで採用された。
誌名ロゴの上に「MONTHLY COMIC BEAM A MAGAZINE for the COMIC FREAKS!」が表記されており、漫画家の個性を生かした濃厚な作品を載せているのが特色。誌面に統一的なコンセプトはなく、作品表現に方向性や制約を設けていない。創刊当初は前身誌の流れから漫画とゲームをドッキングさせるというコンセプトがあり、ゲームを題材とした作品が多かったが「ファミ通ブロス」の漫画雑誌へのリニューアル以降は名残はほとんど見られない。また、小説のコミカライズは古典小説作品に限って存在しており、ファミ通文庫を始めとするライトノベルのコミカライズはほぼ皆無である（ただし、本誌で連載されていた「エマ」や「BREAK-AGE」がファミ通文庫で小説化されたことはある）。
初代編集長は前身のアスキーコミック編集長だった金田一健。1997年までは表紙にカエルのキャラクターを使っていた。金田一は後にMFブックスの編集長に就任した。
2代目編集長(後に編集総長)の奥村勝彦は秋田書店から、当時の発行元のアスキーへ移籍した。『コミックビーム』の漫画作品内やマスコミへ頻繁に顔を出しているので、漫画業界では顔の知れた人物である。創刊当初、彼はそれほど作品内での露出が多くなかった。だがその後、作家と編集者の掛け合いが多いルポルタージュ形式の漫画が増えるにつれて露出が増え、知名度も上がった。
ゲームやソフトウェア、ファッション関係の広告が比較的多く、青林工藝舎の漫画雑誌『アックス』とは、相互の誌面に広告を出し合っている。

## 歴史
- 1995年11月 - 創刊。創刊時にはテレビCMがアスキーの提供枠で流された。創刊当時の編集長は金田一健。
- 1997年6月 - 初代編集長の金田一健が他部署に異動し、『コミックビーム』を離れる。2代目編集長に奥村勝彦が就任。[10]
- 1997年8月 - 岩井好典[11]が当時のアスキーに入社し、副編集長に就任して編集に参加。[10][12][13]
- 1998年1月 - 本誌のリニューアルを行う。創刊当初から表紙にいたカエルのキャラクターが消え、ゲームを題材にした作品もほぼ姿を消す。また、誌名ロゴも初めて変更となった（2代目）。
- 1999年4月 - 1997年1月号から表紙を飾っていた寺田克也のイラストに代わり、連載作品メインの表紙イラストに変更されて以後現在に至る[14]。併せて誌名ロゴも変更された（3代目）。
- 1999年7月 - 雑誌『噂の眞相』により『コミックビーム』の休刊が報道された。しかし実際にはこのような事実はなく、誤報だった。後日、『噂の眞相』はこの誤報に対しての訂正文を掲載した。実際この頃の『ビーム』誌上には、当誌の売り上げが芳しくない事をネタにした漫画作品が度々掲載されていた。それがこの誤報を招いたと言える。
- 2000年4月 - エンターブレインがアスキーから分社化したのに伴い、発行元が旧来のアスキー（アスペクト）から、エンターブレインへと変更になった。
- 2002年1月 - 誌名ロゴを現在のものに変更（4代目）。
- 2004年4月 - 5月号の付録にて他誌掲載漫画の精巧過ぎて盗作すれすれのパロディを行ったため、原作者の著作者人格権や翻案権を侵害するおそれがあるとの判断により、店頭からの自主回収を行った。[要出典]
- 2006年10月 - 増刊企画として『コミックビームFellows!』を発行（Vol.1・Vol.2の2号同時発売）
- 2008年10月 - 『ビーム』から執筆陣が何人か移り、漫画誌『Fellows!』（現・『ハルタ』）が刊行開始。
- 2013年4月 - 2代目編集長の奥村勝彦が編集総長へ、副編集長の岩井好典が3代目編集長へ就任。
- 2013年10月 - KADOKAWAがエンターブレインを吸収合併したのに伴い、発行元がKADOKAWAへと変更になった。エンターブレインはKADOKAWAのブランドとして存続。
- 2019年4月 - 編集総長の奥村勝彦が配置転換として異動したのち、KADOKAWA社内に新設されたインバウンドコミック編集部の編集長に就任し[15][16][17]、3代目編集長の岩井好典がKADOKAWAを退社[18]となったため[19]、4代目編集長に副編集長だった清水速登[20]が編集長代理として3か月間の準備期間を経て、編集長へ昇格・就任。
- 2023年5月 - 編集長交代。5代目編集長に西山若奈[21]が就任。異動でコミックビーム編集部に配属されてから5年で編集長就任となった[22]。

## 歴代編集長
※2024年8月28日現在
1. 金田一健：1995年12月号（創刊号） - 1997年7月号
2. 奥村勝彦：1997年8月号 - 2013年4月号（但し、2013年5月号 - 2019年4月号の間は編集総長として在籍。2020年12月号で、桜玉吉との対談で一度だけ本誌に"復帰"）
3. 岩井好典：2013年5月号 - 2019年4月号
4. 清水速登[20]：2019年5月号 - 2023年5月号
5. 西山若奈[21]：2023年6月号 - 現職

## 現在の主な連載作品
※2025年9月号現在
- EVOL（カネコアツシ）
- 鎌倉市役所風歴課（うましむら）
- 感動ロボ カンドウノボル（川崎タカオ）
- キミが殺した（森本淳士）※集中連載[23]
- 恋のジンロゲーム（ピエール手塚）
- 終末パートナー（北村みなみ）
- 戦慄怪奇ファイル コワすぎ！【人喰い河童伝説】（原案：白石晃士・ニューセレクト、漫画：羽生生純）
- 力石持つ（大山海）
- ツネタ（ソウヤ・ブン）
- てだれもんら（中野シズカ）
- 羽虫のヘルツ（三宅乱丈）
- ひとごとごと（オカヤイヅミ）
- ぷくちょらりファミリア（圷見南子）
- Fly Free ＆ High -フライ・フリー・アンド・ハイ-（咲香里）
- Void: No. Nine -9番目のウツロ‐（シマ・シンヤ）
- まなうらの恋人（大横山飴）
- マリッジランドリー（タカハシノブユキ）
- 娘飼わんより犬の子飼え（スズキスズヒロ）
- ゆげたつらん（遠浅よるべ）
- レコード大好き小学生 カケル（おおひなたごう）

### 不定期連載
- 伊豆漫玉ブルース（桜玉吉）
- ファミレス行こ。（和山やま）

### 休載中
- N極物語（とりのささみ。）
- シールの赤ちゃん（中憲人）

## 過去の主な連載作品

### あ行
- アイアン・ゴーストの少女（三家本礼）
- I.C.U.（タイム涼介）
- 偶像エスケープ（吉良いと）
- あかねこの悪魔（竹本泉）
- 赤パン先生!（安永知澄）
- 悪魔を憐れむ唄（古泉智浩）
- あしたの弱音（タイム涼介）
- ASTRAL PROJECT 月の光（漫画：竹谷州史、原作：marginal）
- あなたがわたしにくれたもの（岡藤真依）
- アベックパンチ（タイム涼介）
- 甘木唯子のツノと愛（久野遥子）
- アマラの火 (安井誠太郎）
- 雨がしないこと（オカヤイヅミ）
- あらいぐマンといっしょ（横山旬）
- アラタの獣（漫画：羽生生純、原作：本兌有＋杉ライカ）
- あれよ星屑（山田参助）
- アワヤケ（羽生生純）
- アンギアーリの戦い（うましむら）
- アン・グラ（丸尾末広）
- イキ死ニ（ハセガワＭ）
- 伊図透のスペクトル（伊図透）※短期集中連載
- 異世界の色彩（漫画：田辺剛、原作：H.P.ラヴクラフト）
- いってミヨーン やってミヨーン（羽生生純）
- いばらの王（岩原裕二）
- イムリ（三宅乱丈）
- 芋虫（作画：丸尾末広、原作：江戸川乱歩）
- イリーナ（森泉岳土）
- In the Garden（中野シズカ）
- インスマスの影（漫画：田辺剛、原作：H.P.ラヴクラフト）
- ウインド・ハート・ブレーカー（山本健太郎）
- WET MOON（カネコアツシ）
- ウズマキ日記 (安井誠太郎)
- 宇宙巨人アムンゼン（吉田戦車）
- 宇宙戦争（漫画：横島一、脚本：猪原賽、原作：Ｈ・Ｇ・ウェルズ）
- 海辺へ行く道（三好銀）
- 売野機子短篇劇場（売野機子）
- ウルティモ・スーパースター（須田信太郎）
- ウルトラヘヴン（小池桂一）
- 永遠のケツ（いましろたかし）
- エスパー修業（山川直人）※短期集中連載
- egg -わたし、あなたの子どもです。-（鳥野しの）
- エマ（森薫）
- エワの世界 (安井誠太郎)
- 青（羽生生純）
- オール・ザ・マーブルズ！（伊図透）※「全速力の。」より改題[24]
- オールナイト ライブ（鈴木みそ）
- 小川千雪の妄想録（ニシハラハコ）
- オクノーク物語（千田悟史）
- おさんぽ大王（須藤真澄）
- おさんぽマスターズ（須藤真澄）
- オダリスク（市川ラク）
- 大人スキップ（松田洋子）
- オトナの漫画（漫画：泉レッドマン、原作：ダークマスター）
- 御緩漫玉日記（桜玉吉）
- おれは たーさん（朝倉世界一）
- 女の子がいる場所は（やまじえびね）
- 女の花道（園山二美）

### か行
- 怪獣を解剖する（サイトウマド）
- がけっぷち漫金日記（金平守人）

※「金平劇場」→「かねひらだもの」→「カネヒラデスカ?」→「KANEHIRA-DEATH」→「金平 de R」→「かねひらでCHU♥」→「ドキドキかねひらんど」へとタイトル変更
- 累 －かさね－（漫画：田邊剛、原作：三遊亭円朝、構成：武田裕明）※第一部完
- カスミ伝S（唐沢なをき）
- カップケーキシャーク（山北東）※短期集中連載[25]
- 彼女と彼氏の明るい未来（谷口菜津子）
- 彼女とデート（有川祐）
- 歌舞伎町ヒステリックドリーマー（関野葵）
- 蟇(がま)の血（漫画：近藤ようこ、原作：田中貢太郎）
- からだの国のありす（新谷明弘）
- かわいそうなミーナ（やまじえびね）（短期集中連載）
- ききみみ図鑑（宮田紘次）
- KISS　狂人、空を飛ぶ（新井英樹）
- 吉祥寺キャットウォーク（いしかわじゅん）
- 機動旅団八福神（福島聡）
- ギフテッド・アノマリィズ（タコアシ）
- 期末試験前也（新谷明弘）
- 逆流主婦ワイフ（イシデ電）
- 驚異の旅（摩訶国彦）
- 狂気の山脈にて（漫画：田辺剛、原作：H.P.ラヴクラフト）
- 教室の片隅で青春が始まる（谷口菜津子）
- 橋無醫院（林光默）
- ギルティえんじぇる（後藤天泉）
- クトゥルフの呼び声（漫画：田辺剛、原作：H.P.ラヴクラフト）
- 限界集落温泉（鈴木みそ）
- 銀河宅配便マグロ（おおひなたごう）
- 近代物怪録鬼姫様（新井国夫）
- 暗闇ダンス（漫画：竹谷州史、原作：須田剛一）
- グリッチ（シマ・シンヤ）
- くるぶし武勇伝（くるぶし卍佐助[26]）
- クローヴィスのクロニクル（二宮亜子）
- 群青学舎（入江亜季）
- ゲロゲロプースカ（しりあがり寿）
- 原発幻魔大戦（いましろたかし）
- 幻滅カメラ（鳥トマト）
- コーヒーもう一杯（山川直人）
- 恋と問（羽生生純）
- 恋の門（羽生生純）
- ゴクシンカ（ピエール手塚）
- 午後9時15分の演劇論（横山旬）
- 五色の船（漫画：近藤ようこ、原作：津原泰水）
- 孤塔のからっぽ（タコアシ）※短期集中連載
- この物語でネコに危害はいっさい加えておりません。（羽生生純）
- 今度会ったら××しようか（飯田ヨネ）
- CONFUSED！（漫画：サヌキナオヤ、原作：福富優樹（Homecomings））

### さ行
- サウダージ（作画：田辺剛、原作：カリブSONG）※シリーズ連載
- さちことねこさま（唐沢なをき）
- 砂糖楓の丘（三好銀）※シリーズ連載
- THE FINALIST -地球最期の男-（鮪オーケストラ）
- サブリーズ（羽生生純）
- さよならもいわずに（上野顕太郎）
- サルぽんち（鈴木マサカズ）
- ジ・ガレガレ（堀池さだひろ）
- 敷居の住人（志村貴子）
- 地獄の三十路録（結木万紀子）
- 死者の書（漫画：近藤ようこ、原作：折口信夫）
- 下北沢バックヤードストーリー（西尾雄太）
- GYPSYLAND（漫画：小林哲也、原作：DJ SPACE）
- ジャガイモ畑の子どもたち（辻恵）※短期集中連載
- 銃座のウルナ（伊図透）
- 終末、君と（るぅ1mm）
- ジュウマン（羽生生純）
- 呪画（田邊剛）
- 趣味の店 ヨーロッパ（漫画：市川ラク、原作：河合克夫）
- 蠢動（園山二美）
- 少女・ネム（漫画：木崎ひろすけ、原作：カリブ・マーレイ）
- 少年少女（福島聡）
- ショートストーリーズ・アバウト・ドリームランド（漫画：田辺剛、原作：H.P.ラヴクラフト）
- 死霊狩り（漫画：梁慶一、原作：平井和正）
- 白い街の夜たち（市川ラク）
- 新ハイパーあんな（近藤るるる）
- シンリャクモノデ（竹本泉）
- 真・ヒゲのOL薮内笹子（しりあがり寿）
- 真・女神転生カーン（柳澤一明）
- 好きだけじゃ続かない（松田洋子）
- 隙間（高妍）
- SCATTER -あなたがここにいてほしい-（新井英樹）
- ステップ・バイ・ステップ（安永知澄）
- 砂ぼうず（うすね正俊）
- SPUNK -スパンク！-（新井英樹、参謀：鏡ゆみこ）
- 生理ちゃん（小山健）
- 青高チア部はかわいくない！（conix）
- 世襲制トライアングル（林文也）
- SEX MACHINE（ヒロモト森一）
- 銭（鈴木みそ）
- セリー（森泉岳土）
- 千九人童子ノ件（羽生生純）
- 戦慄怪奇ファイル コワすぎ！【口裂け女捕獲作戦】（原案：白石晃士・ニューセレクト、漫画：羽生生純）
- SOIL（カネコアツシ）
- 象の怒り（吉田戦車）
- 続ラララ劇場（いましろたかし）
- そこはいきどまりだよ（しりあがり寿）
- その時の彼女が今の妻です（音井れこ丸）

### た行
- 大帝の剣（漫画：渡海、原作：夢枕獏）
- 高丘親王航海記（漫画：近藤ようこ、原作：澁澤龍彦）
- 助けてヘルプミー（野火けーたろ）
- ダニッチの怪（漫画：田辺剛、原作：H.P.ラヴクラフト）
- 多聞さんのおかしなともだち（トイ・ヨウ）
- たまごコンチェルト（山田睦）
- たんぽぽ庵（餅月あんこ）
- 小さな喫茶店（山川直人）
- 地下鉄のランナー（須田信太郎）
- 父のわすれもの（松田洋子）
- 父ボンボン（吉田戦車）
- 地底旅行（漫画：倉薗紀彦、原作：ジュール・ヴェルヌ）
- 血まみれスケバン・チェーンソー（三家本礼）
  - 血まみれスケバンチェーンソーreflesh（三家本礼）
- 澄江堂主人（山川直人）
- ちんちんケモケモ（藤咲ユウ）
- 釣れんボーイ（いましろたかし）
  - 新 釣れんボーイ（いましろたかし）
- デスコ（カネコアツシ）
- 鉄男 THE BULLET MAN（漫画：深谷陽、原作：塚本晋也）
- 鉄ヲタ少女（久寿川なるお）
- デボネア・ドライブ（朝倉世界一）
- テルオとマサル（市橋俊介）
- テルマエ・ロマエ（ヤマザキマリ）
- 天井裏に誰かがいる（サイトウマド）（短期集中連載[27]）
- デンドロ・ロリータ（小林哲也）
- 天女さま、すんません！（山本健太郎）
- 電波オデッセイ（永野のりこ）
- 伽と遊撃（有間しのぶ）
- 時を超える影（漫画：田辺剛、原作：H.P.ラヴクラフト）
- どこか遠くの話をしよう（須藤真澄）
- ドデカボルケ（中島あつき）
- トニーの背骨はよく曲がる。（鮪オーケストラ）
- トミノの地獄（丸尾末広）
- とりあえず、畑で暮らしてみる。（高木ちえこ）
- DROP BY DROP（松本充代）

### な行
- ナイトメア・オブ・ドッグス（月森吉音）
- ナイトメア・ファミリー（七野ワビせん）
- 直美さん!（金平守人）
- 夏に積乱雲まで（竹本泉）
- ナナのリテラシー（鈴木みそ）
- ニックとレバー（ミヤタキョウゴロウ）
- NEW NORMAL DAYS（しりあがり寿）（短期集中連載）
- 庭先案内（須藤真澄）
- 庭先塩梅（須藤真澄）
- にわにはににん（中野シズカ）
- 猫恋人（イシデ電）
- 鼠（漫画：鈴木マサカズ、原案：赤川次郎）
- ねずみめくり（餅月あんこ）
- 年金未納者ミャーキ（須田信太郎）

### は行
- バーチャファイター・テンストーリーズ（寺田克也）
- ハードコアパパ（須田信太郎）
- 敗北DNA（市橋俊介）
- バクちゃん（増村十七）
- てきぱきワーキン・ラブFX（竹本泉）
- 働け! ハタラキさん（金平守人）
- バッテリー（漫画：志村貴子、原作：あさのあつこ）（短期集中連載）
- BAD TRIPPERS（鮪オーケストラ）
- 花と小箱（林正之）
- 花の在りか（大横山飴、協力：mgr allergen0024）
- 花の色（深谷陽）（短期集中連載）
- パノラマ島綺譚（作画：丸尾末広、原作：江戸川乱歩）
- 羽ばたき Ein Marchen（漫画：鳩山郁子、原作：堀辰雄）
- パラダイス（新田章）（短期集中連載）
- 春山町サーバンツ（朝倉世界一）
- BAMBi（カネコアツシ）
- B.Q.（カネコアツシ）
- ヒーローハラスメント（ニシヤ康隆）
- ひかりの素足（漫画：二星まゆ、原作：宮沢賢治）（短期集中連載）
- 非国民（ハーツ&マインズ）
- びっくりまん（いましろたかし）
- ひまわり（仲能健児）
- 100万円! ベガスくん（肉柱ミゲル）
- ファイトじじいクラブ（山本健太郎）
- ファンシージゴロ・ペル（水野純子）
- fish -フィッシュ-（三宅乱丈）
- ふきよせレジデンス（谷口菜津子）
- 武侠さるかに合戦（吉田戦車）
- 無頼侍（鈴木マサカズ）
- BREAK-AGE（馬頭ちーめい）
- PLANET7（竹谷州史）
- B（ブラボー）砲隊（李章源）（短期集中連載）
- ブルードッグ・ブルース（鈴木マサカズ）
- 平家物語夜異聞（黒崎冬子）
- 変身！（横山旬）
- 防衛漫玉日記（桜玉吉）
- 冒険野郎伝説 アヴァンチュリエ（クリストフ・クリタ）
- 放浪息子（志村貴子）
- 僕の心がチューと鳴く（胃下舌ミィ）
- 僕らの蟹工船（唐沢なをき）（小林多喜二『蟹工船』より）
- ぼけまん（いましろたかし）
- 星屑家族（幌山あき）
- 星のさいごメシ（おおひなたごう）
- ポヨンチョポヨンチョ[28]（夜野権太）

### ま行
- マグメルム（千田悟史）
- マグロ交響曲（鮪オーケストラ）（2011年10月に「少々生臭いお話」として単行本化）
- 魔術っ子!海堂くん!!（すがわらくにゆき）
- まっしろけ（竹谷州史）
- 鮮紅街（中島あつき）
- まほう少女トメ(漫画：おおひなたごう、原作：武内柚樹明)
- ママゴト（松田洋子）
- 繭、纏う（原百合子）
- 真夜中の弥次さん喜多さん（しりあがり寿）
- 真夜中の水戸黄門（しりあがり寿）
- マリアの棲む家（ハセガワＭ）
- まんが家総進撃（唐沢なをき）
- みずうみ（漫画：やまじえびね、原作：シュトルム）
- ミズトカゲのいる沼（安井誠太朗）
- 水野と茶山（西尾雄太）
- みちみち（わだちず）※短編連作シリーズ
- 緑の歌（高妍、翻訳協力：竜崎亮）
- 皆殺しのマリア（漫画：竹谷州史、原作：TKD）
- ミューズの真髄（文野紋）
- 未来さん（新谷明弘）
- 未来人サイジョー（いましろたかし）
- 民話ボンボン（吉田戦車）
- むかしこっぷり（おくやまゆか）
- 報いは報い、罰は罰（森泉岳土）
- 無敵の未来大作戦（黒崎冬子）
- 迷宮（漫画：林光默、原作：林錫男）
- 目玉焼きの黄身 いつつぶす?（おおひなたごう）
- ものするひと（オカヤイヅミ）

### や行
- やさしいからだ（安永知澄）
- 弥次喜多 in Deep（しりあがり寿）
- 闇に這う者（漫画：田辺剛、原作：H.P.ラヴクラフト）
- 幽玄漫玉日記（桜玉吉）
- ユウジローのブライダルキック（ユウジロー）
- 予言（漫画：河井克夫、原作：久生十蘭）
- よみきりものの…（竹本泉）
※「よみきり♥もの」→「よみきりものの…」に変更。一時的に「よみきりものの2」に変更した（2006年9月号 - 2007年3月号）が、また戻る。
- 夜は千の眼を持つ（上野顕太郎）
- 夜よる傍に（森泉岳土）

### ら行
- LAZREZ（漫画：竹谷州史、原作：TKD）
- ラチェット・シティ（山下ユタカ）
- ラヴクラフトの幻影（漫画：田辺剛、原作：H.P.ラヴクラフト）
- ルームロンダリング（漫画：羽生生純、原案：片桐健滋・梅本竜）
- レッド・シンブル（やまじえびね）
- Lost Lad London（シマ・シンヤ）
- ロンリネス（漫画：仲能健児、原作：東京ローカル）

### わ行
- わがままちえちゃん（志村貴子）
- ワガランナァー（羽生生純）
- わたし今、トルコです。（市川ラク）
- 私たちのブルーアワー（ハトリアヤコ）
- 私を連れて逃げて、お願い。（松田洋子）
- わたり鳥の話（市川ラク）
- ワルキューレ -映画は妖精に触発される-（作画：和泉晴紀、原作：土屋ガロン）

## 映像化作品

### アニメ化
| 作品                       | 放送年          | 原作             | アニメーション制作 | 備考             |
| -------------------------- | --------------- | ---------------- | ------------------ | ---------------- |
| 砂ぼうず                   | 2004年-2005年   | うすね正俊       | GONZO              |                  |
| エマ                       | 2005年（第1期） | 森薫             | ぴえろ             |                  |
| エマ                       | 2007年（第2期） | 森薫             | 亜細亜堂           |                  |
| 放浪息子                   | 2011年          | 志村貴子         | AIC Classic        |                  |
| テルマエ・ロマエ           | 2012年          | ヤマザキマリ     | DLE                |                  |
| 目玉焼きの黄身 いつつぶす? | 2014年          | おおひなたごう   | ファンワークス     |                  |
| 困ったじいさん             | 2020年          | 大江しんいちろう | 勝鬨スタジオ       | ビームコミックス |
| 王様ランキング             | 2021年          | 十日草輔         | WIT STUDIO         | ビームコミックス |
| カラオケ行こ!              | 2025年          | 和山やま         | 動画工房           | ビームコミックス |
| 夢中さ、きみに。           | 2025年          | 和山やま         | 動画工房           | ビームコミックス |

| 作品       | 公開年 | 原作     | アニメーション制作 | 備考 |
| ---------- | ------ | -------- | ------------------ | ---- |
| いばらの王 | 2010年 | 岩原裕二 | サンライズ         |      |

| 作品      | 発売年 | 原作         | アニメーション制作 | 備考 |
| --------- | ------ | ------------ | ------------------ | ---- |
| BREAK-AGE | 1999年 | 馬頭ちーめい | リップルフィルム   |      |

| 作品             | 配信年 | 原作         | アニメーション制作 | 備考                      |
| ---------------- | ------ | ------------ | ------------------ | ------------------------- |
| テルマエ・ロマエ | 2022年 | ヤマザキマリ | NAZ                | Netflixにて全世界独占配信 |

### ドラマ化
| 作品                       | 放送年 | 原作           | 制作                    | 備考                                                                                    |
| -------------------------- | ------ | -------------- | ----------------------- | --------------------------------------------------------------------------------------- |
| bakuha.com                 | N/A    | カネコアツシ   | N/A                     | 「B.Q.」内の「百鬼夜行 〜トミヤマ君の無意識〜」が原作、BS-iで放送された後、劇場でも上映 |
| SOIL                       | 2010年 | カネコアツシ   | N/A                     | WOWOWにて3月6日から4月24日まで放送、全8話                                               |
| ママゴト                   | 2016年 | 松田洋子       | NHK-BS                  | NHK BSプレミアムの「プレミアムよるドラマ」枠にて放送、全8話                             |
| 目玉焼きの黄身 いつつぶす? | 2017年 | おおひなたごう | 毎日放送                | TBS系列の「ドラマイズム」枠にて放送                                                     |
| 夢中さ、きみに。           | 2021年 | 和山やま       | 毎日放送、TBSスパークル | ビームコミックス、毎日放送の「ドラマ特区」枠にて放送、全5話                             |
| 彼女と彼氏の明るい未来     | 2024年 | 谷口菜津子     | 毎日放送、ダブ          | 毎日放送の「ドラマ特区」枠にて放送、全7話                                               |

| 作品 | 配信年 | 原作         | 制作 | 備考                      |
| ---- | ------ | ------------ | ---- | ------------------------- |
| EVOL | 2023年 | カネコアツシ | N/A  | DMM TVにて11月3日から配信 |

### 実写映画化
| 作品                           | 公開年          | 原作         | 監督       | 配給                 | 備考                  |
| ------------------------------ | --------------- | ------------ | ---------- | -------------------- | --------------------- |
| 恋の門                         | 2004年          | 羽生生純     | 松尾スズキ | アスミック・エース   |                       |
| 真夜中の弥次さん喜多さん       | 2005年          | しりあがり寿 | 宮藤官九郎 | アスミック・エース   |                       |
| アベックパンチ                 | 2011年          | タイム涼介   | 古澤健     | アンプラグド         |                       |
| テルマエ・ロマエ               | 2012年（第1作） | ヤマザキマリ | 武内英樹   | 東宝                 |                       |
| テルマエ・ロマエ               | 2014年（第2作） | ヤマザキマリ | 武内英樹   | 東宝                 |                       |
| 血まみれスケバン・チェーンソー | 2016年（第1作） | 三家本礼     | 山口ヒロキ | VAP                  |                       |
| 血まみれスケバン・チェーンソー | 2019年（RED）   | 三家本礼     | 山口ヒロキ |                      | 映画第1作のリブート作 |
| 生理ちゃん                     | 2019年          | 小山健       | 品田俊介   | 吉本興業             | ビームコミックス      |
| カラオケ行こ!                  | 2023年          | 和山やま     | 山下敦弘   | KADOKAWA             | ビームコミックス      |
| 海辺へ行く道                   | 2025年          | 三好銀       | 横浜聡子   | 東京テアトル、ヨアケ |                       |

## 掲載作品の受賞歴
- 弥次喜多 in Deep（しりあがり寿） - 第5回（2001年）手塚治虫文化賞マンガ優秀賞
- 恋の門（羽生生純） - 平成13年度（第5回）文化庁メディア芸術祭マンガ部門審査委員会推薦作品
- ファンシージゴロペル（水野純子） - 平成16年度（第8回）文化庁メディア芸術祭マンガ部門審査委員会推薦作品
- エマ（森薫） - 平成17年度（第9回）文化庁メディア芸術祭マンガ部門優秀賞
- 機動旅団八福神（福島聡） - 平成17年度（第9回）文化庁メディア芸術祭マンガ部門審査委員会推薦作品
- やさしいからだ（安永知澄） - 平成17年度（第9回）文化庁メディア芸術祭マンガ部門審査委員会推薦作品
- 放浪息子（志村貴子） - 平成18年度（第10回）文化庁メディア芸術祭マンガ部門審査委員会推薦作品
- イムリ（三宅乱丈） - 平成21年度（第13回）文化庁メディア芸術祭マンガ部門優秀賞受賞
- テルマエ・ロマエ（ヤマザキマリ） - 第3回（2010年）マンガ大賞、第14回（2010年）手塚治虫文化賞短編賞

## ビームコミックス
本誌の連載・掲載作品で単行本化される際は、ビームコミックス（BEAM COMIX）のレーベルから発行される。判型はB6判で、一部はA5判のタイトルもあり。ビームコミックスの原点のレーベルとしては、かつてのアスキーから発行していた『アスキーコミックス (ASCII COMIX)』と、その後継レーベルで1998年3月に発売元をアスペクトへ移管した『アスペクトコミックス（ASPECT COMIX）』である。2000年4月から、発行元がエンターブレインに変更したことを機に、雑誌名を冠する現レーベル名に変更して現在に至る。なお、レーベル名が変更してもコミックスの英字スペルは一貫して通常のCOMICSではなく、COMIXを用いる。
アスキーコミックス・アスペクトコミックス時代からファミ通などアスキー発行雑誌の連載漫画の単行本も発行していたが、『ブロスコミックス』・『ファミ通クリアコミックス』などのレーベルが新設された後はそちらに移行した。かつては本誌から派生して創刊した流れで『Fellows!』→『ハルタ』の連載作品及び本誌自体もビームコミックスから発行していたが、2017年4月より『ハルタコミックス（HARTA COMIX）』が新設されたため、現在はレーベル名通りに本誌の連載作品を中心に発行されている。
毎月12日に、本誌と同日に新刊が発売される。2017年9月以前は毎月25日に新刊が発売されていた。